# Pedro Votta
Pedro Votta (ur. 7 lipca 1937 w Montevideo) – urugwajski bokser.
Uczestniczył w Letnich Igrzyskach Olimpijskich, w 1960 roku, przegrał w drugiej rundzie w wadze lekkośredniej z Carmelo Bossim.